# Norvegia ai Giochi della XXXII Olimpiade
La Norvegia ha partecipato ai Giochi della XXXII Olimpiade, che si sono svolti a Tokyo, Giappone, dal 23 luglio all'8 agosto 2021 (inizialmente previsti dal 24 luglio al 9 agosto 2020 ma posticipati per la pandemia di COVID-19) con ottantasette atleti, cinquantaquattro uomini e trentatré donne.
Si è trattata della ventiseiesima partecipazione di questo paese ai Giochi estivi.

## Medaglie

### Medagliere per disciplina
| Sport            | Oro | Argento | Bronzo | Totale |
| ---------------- | --- | ------- | ------ | ------ |
| Atletica leggera | 2   | 1       | 0      | 3      |
| Beach volley     | 1   | 0       | 0      | 1      |
| Triathlon        | 1   | 0       | 0      | 1      |
| Canottaggio      | 0   | 1       | 0      | 1      |
| Pallamano        | 0   | 0       | 1      | 1      |
| Vela             | 0   | 0       | 1      | 1      |
| Totale           | 4   | 2       | 2      | 8      |

### Medaglie d'oro
| Medaglia | Nome                       | Sport            | Evento                      |
| -------- | -------------------------- | ---------------- | --------------------------- |
| Oro      | Kristian Blummenfelt       | Triathlon        | Gara maschile               |
| Oro      | Karsten Warholm            | Atletica leggera | 400 metri ostacoli maschili |
| Oro      | Anders Mol Christian Sørum | Beach volley     | Torneo maschile             |
| Oro      | Jakob Ingebrigtsen         | Atletica leggera | 1500 metri piani maschili   |

### Medaglie d'argento
| Medaglia | Nome             | Sport            | Evento                       |
| -------- | ---------------- | ---------------- | ---------------------------- |
| Argento  | Kjetil Borch     | Canottaggio      | Singolo maschile             |
| Argento  | Eivind Henriksen | Atletica leggera | Lancio del martello maschile |

### Medaglie di bronzo
| Medaglia | Nome | Sport     | Evento           |
| -------- | --- | --------- | ---------------- |
| Bronzo   | Hermann Tomasgaard | Vela      | Laser maschile   |
| Bronzo   | Henny Reistad Veronica Kristiansen Marit Malm Frafjord Stine Skogrand Nora Mørk Stine Bredal Oftedal Silje Solberg Kari Brattset Dale Katrine Lunde Marit Røsberg Jacobsen Camilla Herrem Sanna Solberg-Isaksen Kristine Breistøl Marta Tomac Vilde Johansen | Pallamano | Torneo femminile |

## Delegazione
| Sport            | Uomini | Donne | Totale |
| ---------------- | ------ | ----- | ------ |
| Atletica leggera | 8      | 5     | 3      |
| Beach volley     | 2      | 0     | 2      |
| Canoa            | 1      | 0     | 1      |
| Canottaggio      | 7      | 0     | 7      |
| Ciclismo         | 5      | 3     | 8      |
| Equitazione      | 1      | 0     | 1      |
| Ginnastica       | 1      | 1     | 2      |
| Golf             | 2      | 1     | 3      |
| Nuoto            | 3      | 1     | 4      |
| Pallamano        | 14     | 14    | 28     |
| Taekwondo        | 1      | 0     | 1      |
| Tiro             | 3      | 2     | 5      |
| Triathlon        | 3      | 1     | 4      |
| Tuffi            | 0      | 1     | 1      |
| Vela             | 4      | 4     | 8      |
| Totale           | 54     | 33    | 88     |

## Atletica leggera
| Q | Qualificato al turno successivo per la posizione in qualificazione                                                           |
| q | Qualificato per il turno successivo per ripescaggio o, negli eventi su campo, conquistando la misura minima per qualificarsi |

Maschile
Eventi su pista e strada
| Atleta               | Evento             | Batteria  | Batteria  | Semifinale      | Semifinale      | Finale          | Finale          |
| Atleta               | Evento             | Risultato | Posizione | Risultato       | Posizione       | Risultato       | Posizione       |
| -------------------- | ------------------ | --------- | --------- | --------------- | --------------- | --------------- | --------------- |
| Filip Ingebrigtsen   | 1500 m piani       | 3'38"02   | 10º       | Non qualificato | Non qualificato | Non qualificato | Non qualificato |
| Jakob Ingebrigtsen   | 1500 m piani       | 3'36"49   | 4º Q      | 3'32"13         | 2º Q            | 3'28"32         |                 |
| Narve Gilje Nordås   | 5000 m piani       | 13'41"82  | 12º       | N.D.            | N.D.            | Non qualificato | Non qualificato |
| Karsten Warholm      | 400 metri ostacoli | 48"65     | 1º Q      | 47"30           | 1º Q            | 45"94           |                 |
| Håvard Haukenes      | Marcia 50 km       | N.D.      | N.D.      | N.D.            | N.D.            | dnf             | –               |
| Sondre Nordstad Moen | Maratona           | N.D.      | N.D.      | N.D.            | N.D.            | 2'17"59         | 40º             |

Eventi su campo
| Atleta            | Evento              | Qualificazione | Qualificazione | Finale          | Finale          |
| Atleta            | Evento              | Misura         | Posizione      | Misura          | Posizione       |
| ----------------- | ------------------- | -------------- | -------------- | --------------- | --------------- |
| Sondre Guttormsen | Salto con l'asta    | 5,50           | 11º            | Non qualificato | Non qualificato |
| Eivind Henriksen  | Lancio del martello | 78,79          | 3º Q           | 81,58           |                 |
| Ola Stunes Isene  | Lancio del disco    | 63,26          | 3º Q           | 61,28           | 12º             |

Eventi multipli
| Atleta     | Evento    | 100 m | Lungo | Peso  | Alto | 400 m | 110 ost. | Disco | Asta | Giav. | 1500 m  | Punteggio totale | Pos. |
| ---------- | --------- | ----- | ----- | ----- | ---- | ----- | -------- | ----- | ---- | ----- | ------- | ---------------- | ---- |
| Martin Roe | Decathlon | 10"86 | 7,03  | 13,98 | 1,96 | 50"93 | 15"47    | 48,37 | 4,80 | 62,28 | 4'47"58 | 7863             | 19º  |

Femminile
Eventi su pista e strada
| Atleta                    | Evento        | Batteria  | Batteria  | Semifinale      | Semifinale      | Finale          | Finale          |
| Atleta                    | Evento        | Risultato | Posizione | Risultato       | Posizione       | Risultato       | Posizione       |
| ------------------------- | ------------- | --------- | --------- | --------------- | --------------- | --------------- | --------------- |
| Hedda Hynne               | 800 m piani   | 2'00"76   | 3ª Q      | 2'02"38         | 7ª              | Non qualificata | Non qualificata |
| Karoline Bjerkeli Grøvdal | 5000 m        | 14'56"82  | 5ª Q      | N.D.            | N.D.            | 15'09"37        | 14ª             |
| Karoline Bjerkeli Grøvdal | 10000 m       | N.D.      | N.D.      | N.D.            | N.D.            | dnf             | –               |
| Amalie Iuel               | 400m ostacoli | 55"65     | 6ª q      | 57"61           | 8ª              | Non qualificata | Non qualificata |
| Line Kloster              | 400m ostacoli | 56"45     | 7ª        | Non qualificata | Non qualificata | Non qualificata | Non qualificata |

Eventi su campo
| Atleta       | Evento           | Qualificazione | Qualificazione | Finale          | Finale          |
| Atleta       | Evento           | Misura         | Posizione      | Misura          | Posizione       |
| ------------ | ---------------- | -------------- | -------------- | --------------- | --------------- |
| Lene Retzius | Salto con l'asta | 4,25           | =14ª           | Non qualificata | Non qualificata |

## Beach volley
| Atleta                     | Torneo   | Primo turno                               | Primo turno                       | Primo turno                         | Primo turno | 16-esimi                         | Quarti                              | Semifinali                             | Finale                              | Finale |
| Atleta                     | Torneo   | Avversario Punteggio                      | Avversario Punteggio              | Avversario Punteggio                | Pos.        | Avversario Punteggio             | Avversario Punteggio                | Avversario Punteggio                   | Avversario Punteggio                | Pos.   |
| -------------------------- | -------- | ----------------------------------------- | --------------------------------- | ----------------------------------- | ----------- | -------------------------------- | ----------------------------------- | -------------------------------------- | ----------------------------------- | ------ |
| Anders Mol Christian Sørum | Maschile | McHugh / Schumann V (21–18, 18–21, 15–13) | Gavira / Herrera V (21–17, 24–22) | Semenov / Leshukov P (19–21, 19–21) | 2ª Q        | Brouwer / Sørum V (21–17, 21–19) | Semenov / Leshukov V (21–17, 21–19) | Pļaviņš / Edgars Točs V (21–15, 21–16) | Semenov / Leshukov V (21–17, 21–18) |        |

## Canoa/kayak

### Velocità
| Atleta             | Evento             | Batteria | Batteria  | Quarti   | Quarti    | Semifinale      | Semifinale      | Finale / Finale B e C | Finale / Finale B e C |
| Atleta             | Evento             | Tempo    | Posizione | Tempo    | Posizione | Tempo           | Posizione       | Tempo                 | Posizione             |
| ------------------ | ------------------ | -------- | --------- | -------- | --------- | --------------- | --------------- | --------------------- | --------------------- |
| Lars Magne Ullvang | K1 1000 m maschile | 3'47"253 | 3º q      | 3'49"830 | 3º        | Non qualificato | Non qualificato | Non qualificato       | Non qualificato       |

## Canottaggio
| Atleta                                                      | Evento                              | Batteria | Batteria | Ripescaggio | Ripescaggio | Quarti  | Quarti | Semifinale | Semifinale | Finale / Finale B | Finale / Finale B |
| Atleta                                                      | Evento                              | Tempo    | Pos.     | Tempo       | Pos.        | Tempo   | Pos.   | Tempo      | Pos.       | Tempo             | Pos.              |
| ----------------------------------------------------------- | ----------------------------------- | -------- | -------- | ----------- | ----------- | ------- | ------ | ---------- | ---------- | ----------------- | ----------------- |
| Kjetil Borch                                                | Singolo maschile                    | 6'54"46  | 1º Q     | Bye         | Bye         | 7'10"97 | 1º Q   | 6'42"92    | 1º Q       | 6'41"66           |                   |
| Kristoffer Brun Are Strandli                                | Due di coppia pesi leggeri maschile | 6'25"74  | 1ª Q     | Bye         | Bye         | N.D.    | N.D.   | 12'16"25   | 6ª qB      | DNS               | 12ª               |
| Martin Helseth Oscar Stabe Helvig Erik Solbakken Olaf Tufte | 4 di coppia maschile                | 5'49"02  | 4ª R     | 6'02"85     | 4ª qB       | N.D.    | N.D.   | N.D.       | N.D.       | 5'47"34           | 9ª                |

## Ciclismo

### Ciclismo su strada
| Atleta                     | Evento                   | Tempo    | Posizione |
| -------------------------- | ------------------------ | -------- | --------- |
| Tobias Foss                | Corsa in linea maschile  | 6h16'53" | 61º       |
| Markus Hoelgaard           | Corsa in linea maschile  | 6h15'38" | 34º       |
| Tobias Halland Johannessen | Corsa in linea maschile  | 6h25'12" | 82º       |
| Andreas Leknessund         | Corsa in linea maschile  | 6h25'12" | 83º       |
| Katrine Aalerud            | Corsa in linea femminile | 3h59'52" | 37ª       |
| Stine Borgli               | Corsa in linea femminile | DNF      | DNF       |
| Katrine Aalerud            | Cronometro femminile     | 34'33"38 | 20ª       |

### Ciclismo su pista
Omnium
| Atleta         | Evento           | Scratch   | Scratch | Corsa a tempo | Corsa a tempo | Corsa a eliminazione | Corsa a eliminazione | Corsa a punti | Corsa a punti | Totale | Totale    |
| Atleta         | Evento           | Posizione | Punti   | Posizione     | Punti         | Posizione            | Punti                | Posizione     | Punti         | Punti  | Posizione |
| -------------- | ---------------- | --------- | ------- | ------------- | ------------- | -------------------- | -------------------- | ------------- | ------------- | ------ | --------- |
| Anita Stenberg | Omnium femminile | 4ª        | 34      | 4ª            | 34            | 8ª                   | 26                   | 9ª            | 3             | 97     | 5ª        |

### Mountain bike
| Atleta       | Evento                 | Tempo    | Posizione |
| ------------ | ---------------------- | -------- | --------- |
| Erik Hægstad | Cross-country maschile | 1h31'14" | 24º       |

### BMX
Corsa
| Atleta         | Evento         | Quarti | Quarti    | Semifinale | Semifinale | Finale          | Finale          |
| Atleta         | Evento         | Punti  | Posizione | Punti      | Posizione  | Tempo           | Posizione       |
| -------------- | -------------- | ------ | --------- | ---------- | ---------- | --------------- | --------------- |
| Tore Navrestad | Corsa maschile | 9      | 3º Q      | 18         | 6º         | Non qualificato | Non qualificato |

## Equitazione

### Salto ostacoli
| Atleta         | Cavallo | Evento      | Qualificazione | Qualificazione | Finale   | Finale | Jump-off | Jump-off |
| Atleta         | Cavallo | Evento      | Penalità       | Pos.           | Penalità | Pos.   | Penalità | Pos.     |
| -------------- | ------- | ----------- | -------------- | -------------- | -------- | ------ | -------- | -------- |
| Geir Gulliksen | Quatro  | Individuale | 1              | =26º Q         | WD       | WD     | WD       | WD       |

## Ginnastica

### Ginnastica artistica
Uomini
| Atleta           | Evento          | Qualificazione | Qualificazione | Qualificazione | Qualificazione | Qualificazione | Qualificazione | Qualificazione | Qualificazione | Finale          | Finale          | Finale          | Finale          | Finale          | Finale          | Finale          | Finale          |
| Atleta           | Evento          | Attrezzo       | Attrezzo       | Attrezzo       | Attrezzo       | Attrezzo       | Attrezzo       | Totale         | Pos.           | Attrezzo        | Attrezzo        | Attrezzo        | Attrezzo        | Attrezzo        | Attrezzo        | Totale          | Pos.            |
| Atleta           | Evento          | CL             | C              | A              | V              | P              | S              | Totale         | Pos.           | CL              | C               | A               | V               | P               | S               | Totale          | Pos.            |
| ---------------- | --------------- | -------------- | -------------- | -------------- | -------------- | -------------- | -------------- | -------------- | -------------- | --------------- | --------------- | --------------- | --------------- | --------------- | --------------- | --------------- | --------------- |
| Sofus Heggemsnes | Anelli          | N.D.           | N.D.           | 13,233         | N.D.           | N.D.           | N.D.           | N.D.           | 52º            | Non qualificato | Non qualificato | Non qualificato | Non qualificato | Non qualificato | Non qualificato | Non qualificato | Non qualificato |
| Sofus Heggemsnes | Cavallo         | N.D.           | 13,066         | N.D.           | N.D.           | N.D.           | N.D.           | N.D.           | 44º            | Non qualificato | Non qualificato | Non qualificato | Non qualificato | Non qualificato | Non qualificato | Non qualificato | Non qualificato |
| Sofus Heggemsnes | Parallele simm. | N.D.           | N.D.           | N.D.           | N.D.           | 13,133         | N.D.           | N.D.           | 61º            | Non qualificato | Non qualificato | Non qualificato | Non qualificato | Non qualificato | Non qualificato | Non qualificato | Non qualificato |
| Sofus Heggemsnes | Sbarra          | N.D.           | N.D.           | N.D.           | N.D.           | N.D.           | 12.933         | N.D.           | 52º            | Non qualificato | Non qualificato | Non qualificato | Non qualificato | Non qualificato | Non qualificato | Non qualificato | Non qualificato |

Donne
| Atleta         | Evento                 | Qualificazione | Qualificazione | Qualificazione | Qualificazione | Qualificazione | Qualificazione | Finale          | Finale          | Finale          | Finale          | Finale          | Finale          |
| Atleta         | Evento                 | Attrezzo       | Attrezzo       | Attrezzo       | Attrezzo       | Totale         | Pos.           | Attrezzo        | Attrezzo        | Attrezzo        | Attrezzo        | Totale          | Pos.            |
| Atleta         | Evento                 | CL             | V              | T              | P              | Totale         | Pos.           | CL              | V               | T               | P               | Totale          | Pos.            |
| -------------- | ---------------------- | -------------- | -------------- | -------------- | -------------- | -------------- | -------------- | --------------- | --------------- | --------------- | --------------- | --------------- | --------------- |
| Julie Erichsen | Parallele asimmetriche | N.D.           | N.D.           | N.D.           | 11,566         | N.D.           | 75ª            | Non qualificata | Non qualificata | Non qualificata | Non qualificata | Non qualificata | Non qualificata |

## Golf
| Atleta                     | Torneo    | Round 1   | Round 2   | Round 3   | Round 4   | Totale    | Totale | Totale    |
| Atleta                     | Torneo    | Punteggio | Punteggio | Punteggio | Punteggio | Punteggio | Par    | Posizione |
| -------------------------- | --------- | --------- | --------- | --------- | --------- | --------- | ------ | --------- |
| Viktor Hovland             | Maschile  | 68        | 69        | 71        | 64        | 272       | −12    | T14       |
| Kristian Krogh Johannessen | Maschile  | 72        | 70        | 71        | 71        | 284       | E      | T53       |
| Danielle Kang              | Femminile | 81        | 73        | 81        | 74        | 309       | +25    | 60ª       |

## Nuoto
Uomin
| Atleta              | Evento              | Batterie | Batterie  | Semifinali      | Semifinali      | Finale          | Finale          |
| Atleta              | Evento              | Tempo    | Posizione | Tempo           | Posizione       | Tempo           | Posizione       |
| ------------------- | ------------------- | -------- | --------- | --------------- | --------------- | --------------- | --------------- |
| Henrik Christiansen | 400 m stile libero  | 3'48"88  | 21º       | N.D.            | N.D.            | Non qualificato | Non qualificato |
| Henrik Christiansen | 800 m stile libero  | 7'48"37  | 9º        | N.D.            | N.D.            | Non qualificato | Non qualificato |
| Henrik Christiansen | 1500 m stile libero | 15'11"14 | 21º       | N.D.            | N.D.            | Non qualificato | Non qualificato |
| André Grindheim     | 100 m dorso         | 1'00"86  | 35º       | Non qualificato | Non qualificato | Non qualificato | Non qualificato |
| Tomoe Zenimoto Hvas | 100 m farfalla      | 52"22    | 27º       | Non qualificato | Non qualificato | Non qualificato | Non qualificato |
| Tomoe Zenimoto Hvas | 200 m farfalla      | 1'56"30  | 19º       | Non qualificato | Non qualificato | Non qualificato | Non qualificato |
| Tomoe Zenimoto Hvas | 200 m misti         | 1'57"64  | 12º Q     | 2'00"21         | 16º             | Non qualificato | Non qualificato |

Donne
| Atleta           | Evento      | Batterie | Batterie  | Semifinali      | Semifinali      | Finale          | Finale          |
| Atleta           | Evento      | Tempo    | Posizione | Tempo           | Posizione       | Tempo           | Posizione       |
| ---------------- | ----------- | -------- | --------- | --------------- | --------------- | --------------- | --------------- |
| Ingeborg Løyning | 100 m dorso | 1:00.07  | =18ª      | Non qualificata | Non qualificata | Non qualificata | Non qualificata |
| Ingeborg Løyning | 200 m dorso | 2'11"68  | 17ª       | Non qualificata | Non qualificata | Non qualificata | Non qualificata |

## Pallamano
| Squadra             | Torneo    | Girone                | Girone               | Girone               | Girone               | Girone               | Girone | Quarti               | Semifinali           | Finale / FB                         | Pos.            |
| Squadra             | Torneo    | Avversario Punteggio  | Avversario Punteggio | Avversario Punteggio | Avversario Punteggio | Avversario Punteggio | Pos.   | Avversario Punteggio | Avversario Punteggio | Avversario Punteggio                | Pos.            |
| ------------------- | --------- | --------------------- | -------------------- | -------------------- | -------------------- | -------------------- | ------ | -------------------- | -------------------- | ----------------------------------- | --------------- |
| Nazionale maschile  | Maschile  | Brasile V 27-24       | Spagna P 27-28       | Argentina V 27-23    | Germania P 23-28     | Francia V 32-29      | 4ª Q   | Danimarca P 25-31    | Non qualificata      | Non qualificata                     | Non qualificata |
| Nazionale femminile | Femminile | Corea del Sud V 39-27 | Angola V 30–21       | Monaco V 35-23       | Paesi Bassi V 29-27  | Giappone V 37-25     | 1ª Q   | Ungheria V 26-22     | ROC P 26-27          | Finale per il bronzo Svezia V 36-19 |                 |

## Taekwondo
| Atleta           | Evento         | 16-esimi             | Quarti               | Semifinali           | Ripescaggio          | Finale / FB                       | Pos. |
| Atleta           | Evento         | Avversario Punteggio | Avversario Punteggio | Avversario Punteggio | Avversario Punteggio | Avversario Punteggio              | Pos. |
| ---------------- | -------------- | -------------------- | -------------------- | -------------------- | -------------------- | --------------------------------- | ---- |
| Richard Ordemann | 80 kg maschile | El-Sharabaty P 4-5   | Non qualificato      | Non qualificato      | Mahboubi V 25-10     | Finale per il bronzo Eissa P 4-12 | 5º   |

## Tiro a segno/volo
Uomini
| Atleta           | Evento                       | Qualificazione | Qualificazione | Finale          | Finale          |
| Atleta           | Evento                       | Punteggio      | Classifica     | Punteggio       | Classifica      |
| ---------------- | ---------------------------- | -------------- | -------------- | --------------- | --------------- |
| Jon-Hermann Hegg | Carabina 10 m aria compressa | 625,5          | 22º            | Non qualificato | Non qualificato |
| Henrik Larsen    | Carabina 10 m aria compressa | 627,4          | 11º            | Non qualificato | Non qualificato |
| Jon-Hermann Hegg | Carabina 50 m 3 posizioni    | 1181           | 3º Q           | 438,0           | 4º              |
| Henrik Larsen    | Carabina 50 m 3 posizioni    | 1175           | 9º             | Non qualificato | Non qualificato |
| Erik Watndal     | Skeet                        | 121            | 14º            | Non qualificato | Non qualificato |

Donne
| Atleta                | Evento                       | Qualificazione | Qualificazione | Finale          | Finale          |
| Atleta                | Evento                       | Punteggio      | Classifica     | Punteggio       | Classifica      |
| --------------------- | ---------------------------- | -------------- | -------------- | --------------- | --------------- |
| Jeanette Hegg Duestad | Carabina 10 m aria compressa | 632,9          | 1ª Q           | 209,3           | 4ª              |
| Jenny Stene           | Carabina 10 m aria compressa | 625,5          | 19ª            | Non qualificata | Non qualificata |
| Jeanette Hegg Duestad | Carabina 50 m 3 posizioni    | 1171-65x       | 8ª Q           | 439,9           | 4ª              |
| Jenny Stene           | Carabina 50 m 3 posizioni    | 1168-50x       | 12ª            | Non qualificata | Non qualificata |

Misto
| Atleta                              | Evento                                 | Qualificazione 1 | Qualificazione 1 | Qualificazione 2 | Qualificazione 2 | Finale / FB          | Finale / FB     |
| Atleta                              | Evento                                 | Punteggio        | Classifica       | Punteggio        | Classifica       | Avversario Punteggio | Pos.            |
| ----------------------------------- | -------------------------------------- | ---------------- | ---------------- | ---------------- | ---------------- | -------------------- | --------------- |
| Jeanette Hegg Duestad Henrik Larsen | Carabina 10 m aria compressa a squadre | 626,8            | 10ª              | Non qualificata  | Non qualificata  | Non qualificata      | Non qualificata |
| Jenny Stene Jon-Hermann Hegg        | Carabina 10 m aria compressa a squadre | 626,8            | 9ª               | Non qualificata  | Non qualificata  | Non qualificata      | Non qualificata |

## Triathlon
| Atleta               | Evento                | Nuoto  | T1    | Ciclismo | T2    | Corsa  | Totale   | Classifica |
| -------------------- | --------------------- | ------ | ----- | -------- | ----- | ------ | -------- | ---------- |
| Kristian Blummenfelt | Individuale maschile  | 18'04" | 0'39" | 56'19"   | 0'28" | 29'34" | 1h45'04" |            |
| Gustav Iden          | Individuale maschile  | 18'24" | 0'39" | 55'59"   | 0'29" | 30'29" | 1h46'00" | 8º         |
| Casper Stornes       | Individuale maschile  | 17'58" | 0'42" | 56'21"   | 0'28" | 30'50" | 1h46'19" | 11º        |
| Lotte Miller         | Individuale femminile | 19'58" | 0'46" | 64'35"   | 0'35" | 36'49" | 2h02'43" | 24ª        |

## Tuffi
| Atleta     | Evento                     | Preliminari | Preliminari | Semifinale      | Semifinale      | Finale          | Finale          |
| Atleta     | Evento                     | Punti       | Classifica  | Punti           | Classifica      | Punti           | Classifica      |
| ---------- | -------------------------- | ----------- | ----------- | --------------- | --------------- | --------------- | --------------- |
| Anne Tuxen | Piattaforma 10 m femminile | 219,15      | 28ª         | Non qualificata | Non qualificata | Non qualificata | Non qualificata |

## Vela
| Atleta                                              | Evento           | Regata | Regata | Regata | Regata | Regata | Regata   | Regata | Regata | Regata | Regata | Regata | Regata | Regata | Punteggio Totale | Punteggio Netto | Classifica |
| Atleta                                              | Evento           | 1      | 2      | 3      | 4      | 5      | 6        | 7      | 8      | 9      | 10     | 11     | 12     | M      | Punteggio Totale | Punteggio Netto | Classifica |
| --------------------------------------------------- | ---------------- | ------ | ------ | ------ | ------ | ------ | -------- | ------ | ------ | ------ | ------ | ------ | ------ | ------ | ---------------- | --------------- | ---------- |
| Endre Funnemark                                     | RS:X maschile    | 14     | 16     | 5      | 11     | 11     | 26 (DSQ) | 9      | 10     | 3      | 19     | 12     | 16     | EL     | 152              | 126             | 14º        |
| Hermann Tomasgaard                                  | Laser maschile   | 3      | 18     | 15     | 2      | 6      | 8        | 10     | 5      | 19     | 4      | N.D.   | N.D.   | 14     | 104              | 85              |            |
| Paige Railey                                        | Laser femminile  | 20     | 3      | 1      | 3      | 10     | 25       | 12     | 6      | 24     | 22     | N.D.   | N.D.   | 10     | 136              | 111             | 8ª         |
| Anders Pedersen                                     | Finn maschile    | 14     | 6      | 2      | 10     | 13     | 12       | 5      | 11     | 9      | 4      | N.D.   | N.D.   | EL     | 96               | 82              | 11º        |
| David Hughes Stuart McNay                           | 470 maschile     | 8      | 12     | 9      | 10     | 8      | 8        | 7      | 9      | 8      | 11     | N.D.   | N.D.   | 8      | 98               | 86              | 9ª         |
| Helene Næss Marie Rønningen                         | 49erFX femminile | 10     | 17     | 12     | 13     | 10     | 9        | 4      | 9      | 2      | 3      | 18     | 7      | 4      | 118              | 100             | 7ª         |
| Nicholas Fadler Martinsen Martine Steller Mortensen | Nacra 17 misto   | 14     | 17     | 18     | 19     | 19     | 18       | 17     | 15     | 17     | 12     | 19     | 17     | EL     | 202              | 183             | 19ª        |